# Lista do Patrimônio Mundial em Marrocos
A Organização das Nações Unidas para a Educação, a Ciência e a Cultura (UNESCO) propôs um plano de proteção aos bens culturais do mundo, através do Comité sobre a Proteção do Património Mundial Cultural e Natural, aprovado em 1972. Esta é uma lista do Patrimônio Mundial existente no Marrocos, especificamente classificada pela UNESCO e elaborada de acordo com dez principais critérios cujos pontos são julgados por especialistas na área. O Marrocos, país que ocupa o extremo norte do continente africano e berço de importantes rotas comerciais que interligavam o continente com a Europa, ratificou a convenção em 28 de outubro de 1975, tornando seus locais históricos elegíveis para inclusão na lista.
O sítio Almedina de Fez foi o primeiro local do Marrocos incluído na lista do Patrimônio Mundial por ocasião da 5ª Sessão do Comité do Património Mundial, realizada em Paris (França) em 1981. Dois outros sítios foram acrescidos na década de 1980 e outros dois na década de 2000. Desde a mais recente inclusão na lista, o Marrocos totaliza 9 sítios reconhecidos como Patrimônio Mundial, sendo todos eles de classificação Cultural. 

## Bens culturais e naturais
O Marrocos conta atualmente com os seguintes lugares declarados como Patrimônio da Humanidade pela UNESCO:
| | Almedina de Fez |
| Bem cultural inscrito em 1981. |                 |
| Localização: Fez-Bulmã |                 |
| Sede da universidade mais antiga do mundo, a cidade de Fez foi fundada no século IX e alcançou seu apogeu sob a dinastia dos merínidas nos séculos XIII e XIV, quando substituiu Marraquexe como capital do reino. O tecido urbano e os principais monumentos de sua medina - madraças, fortes, palácios, mansões, mesquitas, fontes, etc. - datam deste período. Apesar da mudança da capital para Rabate, efetuada em 1912, Fez segue conservando sua condição de capital cultural e espiritual do país. (UNESCO/BPI) |                 |

| | Almedina de Marraquexe |
| Bem cultural inscrito em 1985. |                        |
| Localização: Marraquexe-Tensift-Al Haouz |                        |
| Fundada em 1070-1072 pelos almorávidas (1056-1147), Marraquexe foi durante muito tempo um importante centro político, econômico e cultural do Ocidente muçulmano, com grande influência em todo o norte da África e Andaluzia. Deste período datam várias edificações impressionantes como a Mesquita Cutubia, a casbá, as muralhas e portões monumentais, assim como os jardins. Posteriormente, a cidade se engalanaria com outras joias arquitetônicas como o Palácio Bandia, a madraça de Ben Youssef, as tumbas saadianas, numerosas casas senhoriais e a Praça de Yamaa El-Fna, verdadeiro teatro ao ar livre. (UNESCO/BPI) |                        |

| | Ksar de Aït-Ben-Haddou |
| Bem cultural inscrito em 1987. |                        |
| Localização: Souss-Massa |                        |
| Formado por um conjunto de edifícios de adobe rodeados por altas muralhas, o ksar é um tipo de residência tradicional pré-saariano. O de Aït-Ben-Haddou, situado na província de Uarzazate, é um exemplo notável da arquitetura do sul do Marrocos. (UNESCO/BPI) |                        |

| | Cidade Histórica de Meknès |
| Bem cultural inscrito em 1996. |                            |
| Localização: Mequinez-Tafilete |                            |
| Fundada com fins militares no século XI pelos almorávidas, Meknès foi a capital do reino nos tempos do Sultão Muley Ismaíl (1672-1727), fundador da dinastia alauíta. Este soberano construiu uma impressionante cidade de estilo hispano-morisco, cercando-a de altas muralhas, decoradas com portões monumentais, que demonstram ainda hoje a harmoniosa fusão do estilo arquitetônico islâmico com o europeu na Magrebe do século XVII. (UNESCO/BPI) |                            |

| | Almedina de Tetuão |
| Bem cultural inscrito em 1997. |                    |
| Localização: Tânger-Tetuão |                    |
| Tetuão teve uma importância particular na época islâmica, a partir do século VIII, como ponto de contato principal entre Marrocos e Andaluzia. Depois da Reconquista da Península Ibérica, a cidade foi reconstruída por muçulmanos andalusianos expulsos pelos espanhóis. Desde então que suas obras arquitetônicas e artísticas deixaram transpassar uma forte influência andaluz. Além de ser uma das menores do Marrocos, sua medina é indubitavelmente a mais completa e que mais se preservou de influências externas. (UNESCO/BPI) |                    |

| | Sítio Arqueológico de Volubilis |
| Bem cultural inscrito em 1997. |                                 |
| Localização: Mequinez-Tafilete |                                 |
| Fundada no século III a.C., a cidade de Volubilis, capital da Mauritânia Tingitana, foi um importante posto militar do Império Romano no qual se ergueram múltiplos monumentos de grande beleza. O sítio arqueológico, situado em uma fértil região agrícola, conserva importantes vestígios de muitos deles. A cidade seria mais tarde a efêmera capital de Idris I, fundador da dinastia dos idrísidas, que está sepultado no lugar próximo de Mulei Idris. (UNESCO/BPI) |                                 |

| | Almedina de Essaouira |
| Bem cultural inscrito em 2001. |                       |
| Localização: Marraquexe-Tensift-Al Haouz |                       |
| Essaouira é um exemplo excepcional da praça-forte construída na África do Norte com base nos princípios da arquitetura militar europeia do fim do século XVIII. Desde sua fundação, a cidade têm sido porto de suma importância para o comércio de Marrocos e seus territórios saarianos com a Europa e o resto do mundo. (UNESCO/BPI) |                       |

| | Cidadela Portuguesa de Mazagão (El-Yadida) |
| Bem cultural inscrito em 2004. |                                            |
| Localização: Doukkala-Abda |                                            |
| La cidadela de Mazagão – que hoje forma parte da cidade de El-Yadida - está situada a cerca de 90 km do sudoeste de Casablanca. Este forte colonial construído pelos portugueses no início dos séculos XVI na costa do Atlântico foi tomado pelos marroqunos em 1769. Seus bastiões e muralhas constituem um dos exemplos mais precoces da arquitetura militar renascentista. Entre os edifícios portugueses ainda de pé figuram a cisterna e a Igreja da Assunção, construída em estilo manuelino (gótico tardio). A cidade portuguesa de Mazagão foi uma das primeiras feitorias criadas na costa da África Ocidental pelos exploradores portugueses que buscavam a rota marítima até a Índia. Constitui um exemplo excepcional da mútua influência entre as culturas europeias e africana que patentearam a arquitetura, tecnologia e planificação urbanística. (UNESCO/BPI) |                                            |

| | Rabat, Capital Moderna e Cidade Histórica - Um Património Partilhado |
| Bem cultural inscrito em 2012. |                                                                      |
| Localização: Rabat-Salé-Zemmour-Zaer |                                                                      |
| Localizada na costa atlântica, a noroeste de Marrocos, a cidade de Rabat é o produto de uma fecunda simbiose entre a tradição árabe-muçulmana e o modernismo ocidental. O sítio inscrito na Lista do Patrimônio Mundial engloba a chamada "Cidade Nova", projetada e construída entre 1912 e 1930, na época do Protetorado francês, e também algumas áreas mais antigas do centro urbano datadas do século XII em alguns casos. A "Cidade Nova", que representa um dos mais extensos e ambiciosos projetos urbanísticos realizados em África no século XX e provavelmente um dos mais completos, engloba o Palácio Real e os conjuntos arquitetónicos administrativos, residenciais e comerciais, bem como o Jardin d'Essais, parque e jardim botânico ao mesmo tempo. Na parte antiga da cidade estão: a Mesquita de Hassan, cuja construção começou em 1184; as muralhas medievais e seus portões, os únicos vestígios da grande capital projetada pelo califado almóada; e vestígios mouriscos e andaluzes que datam principalmente do século XVII. (UNESCO/BPI) |                                                                      |

## Lista Indicativa
Em adição aos sítios inscritos na Lista do Patrimônio Mundial, os Estados-membros podem manter uma lista de sítios que pretendam nomear para a Lista de Patrimônio Mundial, sendo somente aceitas as candidaturas de locais que já constarem desta lista. Desde 2016, Marrocos possui 13 locais na sua Lista Indicativa.
| Sítio                                                            | Imagem | Localização                      | Ano  | Dados UNESCO                | Descrição |
| ---------------------------------------------------------------- | ------ | -------------------------------- | ---- | --------------------------- | --- |
| Gruta de Taforalt                                                |        | Berkane                          | 1995 | Cultural: (v)               | Sítio pré-histórico de renome internacional do Paleolítico, possui cerca de 55 metros de profundidade sendo caracterizada por um preenchimento estratigráfico que relata toda a história do Paleolítico Superior do Norte de África. |
| Mulei Idris                                                      |        | Fez-Mequinez                     | 1995 | Cultural: (ii)(iv)(vi)      | Cidade fundada no Monte Zerhoun por Idris I, fundador da dinastia islâmica marroquina no final do século VII, possui uma atmosfera espiritual que permitiu a criação de numerosos monumentos e santuários religiosos, dos quais o mais importante é o dominante Mausoléu de Mulei Idris. A cidade é caracterizada por uma elaborada arquitetura islâmica aplicada em um estilo perfeitamente integrado ao ambiente cultural local.      |
| Taza e sua Grande Mesquita                                       |        | Fez-Mequinez                     | 1995 | Cultural: (ii)              | Taza é uma cidade antiga cuja importância remonta ao período almóada (século XII) durante o qual foram construídas várias obras defensivas e, em particular, a grande mesquita. Importante encruzilhada entre o Oriente e o Ocidente do país, a posição estratégica da cidade - sobre um estreito desfiladeiro - confere-lhe um protagonismo histórico que se estende por vários séculos.                                               |
| Grande Mesquita de Tinmel                                        |        | Marraquexe-Safim                 | 1995 | Cultural: (ii)(iv)          | A Grande Mesquita de Tinmel foi construída na região do Alto Atlas em memória de Ibne Tumarte, fundador da dinastia almóada no século XII. A mesquita foi construída em estilo magrebino andaluz que combina o refinamento da tradição arquitetônica às técnicas de construção locais. |
| Cidade de Lixo                                                   |        | Tânger-Tetuão-Al Hoceïma         | 1995 | Cultural: (ii)(iii)(iv)     | A cidade de Lixo é, segundo autores antigos, uma das primeiras cidades do Mediterrâneo ocidental. Está localizada na foz do Uádi de Loukkos, de frente à moderna cidade de Larache. Escavações arqueológicas mostraram que o local foi ocupado entre os séculos VIII a.C. e XIV d.C. e incluía um grande complexo de salinas. |
| El Gour                                                          |        | Fez-Mequinez                     | 1995 | Cultural: (iii)             | É um sítio proto-histórico (dos séculos V a IV a.C.) construído em benefício de um ilustre personagem sendo representativo de um tipo de montículo denominado "Bazina" constituído por camadas de blocos de pedra recortados e dispostos regularmente uns sobre os outros em forma de degraus circulares. |
| Parque nacional de Talassemtane                                  |        | Tânger-Tetuão-Al Hoceïma         | 1995 | Natural: (vii)(x)           | Ecossistema florestal endémico mediterrânico, único no mundo pela sua riqueza de espécies vegetais endémicas como o abeto-marroquino (Abies maroccana), a sua paisagem de excepcional beleza (picos de montanhas calcárias, falésias, desfiladeiros e grutas) domina a vista da cidade andalusiana de Xexuão. |
| Área do dragoeiro ajgal                                          |        | Suz-Massa                        | 1995 | Natural: (vii)(viii)(ix)(x) | Ecossistema de pré-estepe a pré-florestal único no mundo pela sua riqueza de espécies vegetais endémicas como o dragoeiro ajgal (Dracaena draco ajgal) e a argânia (Argania spinosa), a sua paisagem de excepcional beleza é realçada pela presença de pinturas rupestres produzidas com resina extraída do tronco destas plantas. |
| Lagoa de Khenifiss                                               |        | El Aiune–Bojador–Saguia el Hamra | 1998 | Natural: (vii)(x)           | Com uma área total de 60,000 hectares a nordeste de Tarfaya, a lagoa de Khenifiss é a joia do parque nacional homônimo que possui uma surpreendente diversidade de biotipos em um ambiente desértico austero, mas de beleza paisagística suntuosa. O valor natural do local é reforçado pela presença de vestígios arqueológicos pré-históricos e históricos, que nos últimos anos têm sido estudados por pesquisas multidisciplinares. |
| Casablanca, cidade do século XX, uma encruzilhada de influências |        | Casablanca-Settat                | 2013 | Cultural: (ii)(iv)          | Laboratório experimental da arquitetura e urbanismo do século XX, Casablanca permitiu a promoção de novas reflexões arquitetônicas e a divulgação de uma nova ciência, específica para a Europa: o planejamento urbano. Comparada com outras cidades do Marrocos, Casablanca possui algumas singularidades, sendo uma encruzilhada que reflete uma síntese excepcional de elementos de diferentes culturas, épocas, modelos e ideais.   |